# Caiuá
Caiuá é um município brasileiro do estado de São Paulo. Sua população estimada pelo IBGE em 2024 era de 5.585 habitantes.

## Toponímia
O povoado recebeu este nome pelo fato de a região ter sido habitada pelos índios pertencentes à tribo Caiuá, que em tupi-guarani significa Mato Ralo. Inicialmente, porém, era indicado como Água do Pavão. Para Eduardo Navarro,o nome vem do tupi.  De ka'i: caí, var. de macaco + obá (t) - cara, rosto: cara de caí

## História
Visando alcançar as margens do rio Paraná, e conseqüentemente o estado do Mato Grosso, os trilhos da estrada de ferro foram rasgando o sertão. No início do século XX, na época da expansão de Estrada de Ferro Sorocabana para atingir as margens do Rio Paraná e em conseqüência o estado de Mato Grosso, foram surgindo diversos núcleos de povoação.
Foi assim que teve origem no início de 1922 o povoado de Caiuá, com a inauguração da estação ferroviária. Através dos seus anos de existência, Caiuá foi desenvolvendo-se junto com o sertão do Rio Paraná.
Em Caiuá já não existe mais a estação ferroviária, que foi demolida porque o prédio estava bastante danificado. Restam apenas os trilhos, duas casas de ex-funcionários, a plataforma onde ficava a estação e a caixa d'água.

### Fundadores
Os fundadores de Caiuá foram Henrique Pecin, João Moisés, João Manjolo, Salvador Antonio, Manoel Teixeira, Alfredo Lopes, Bernardo Ferreira, Benjamim de Arruda Vaz, João Crisóstomo Ferraz, Pedro Alexandre e os irmãos Cleto Marinho de Carvalho, Dario Marinho de Carvalho e Antonio Marinho de Carvalho Júnior.

### Formação territorial-administrativa
Histórico da formação do município:
- Distrito de paz criado no município de Presidente Venceslau, na comarca de Santo Anastácio, pela Lei nº 2.310, de 14/12/1928.
- Município criado com território desmembrado dos municípios de Presidente Epitácio e Presidente Venceslau pela Lei nº 2.456, de 30/12/1953.

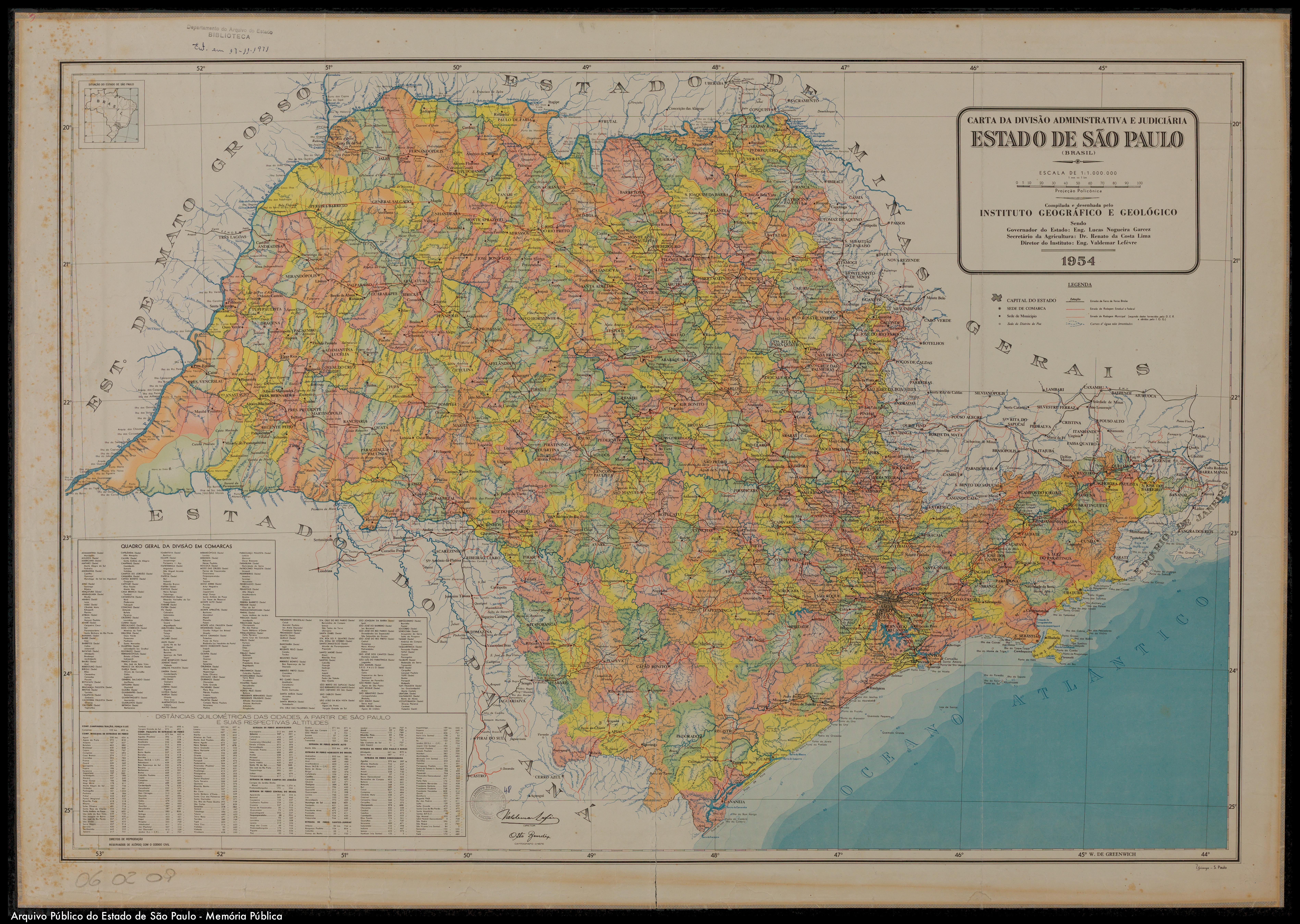
Estado de São Paulo (1953).

As eleições foram realizadas a três de outubro de 1954, sendo que nesse primeiro pleito votaram 706 eleitores. A instalação do Município ocorreu em 1 de janeiro de 1955. José Pinto Lima foi o primeiro prefeito, tendo como vice-prefeito Primo Furlan. Como primeiro presidente da Câmara Municipal de Caiuá foi escolhido Joviano Medeiros.
A comemoração da autonomia político-administrativa de Caiuá se dá entretanto a 19 de março, dia de São José, que é o padroeiro da cidade.

## Geografia
Localiza-se a uma latitude 21º49'54" sul e a uma longitude 51º59'54" oeste, estando a uma altitude de 375 metros. Possui uma área de 535,522 km² e situa-se na parte sudoeste de Estado de São Paulo.
Limita-se ao Norte com o Município de Panorama, ao Sul com o Município de Marabá Paulista, ao Leste com Presidente Venceslau e ao Oeste com Presidente Epitácio.
Zona Fisiográfica do Estado: Sertão do Rio Paraná; em sua maior parte, os solos do Município de Caiuá, como o de toda região, são de textura arenosa, originados do arenito de Bauru. Segundo a "Carta dos Solos do Estado de São Paulo", predomina o solo Latoso 1 Vermelho Escuro - fase arenosa com porcentagem de 53,3%.

### Hidrografia
- Rio do Peixe
- Rio Santo Anastácio
- Córrego Caiuazinho
- Córrego Bandeirantes
- Córrego do Veado
- Córrego Água Sumida
- Córrego Jaguatirica

### Rodovias
- SP-270

### Ferrovias
- Linha Tronco da antiga Estrada de Ferro Sorocabana.[6]

## Demografia

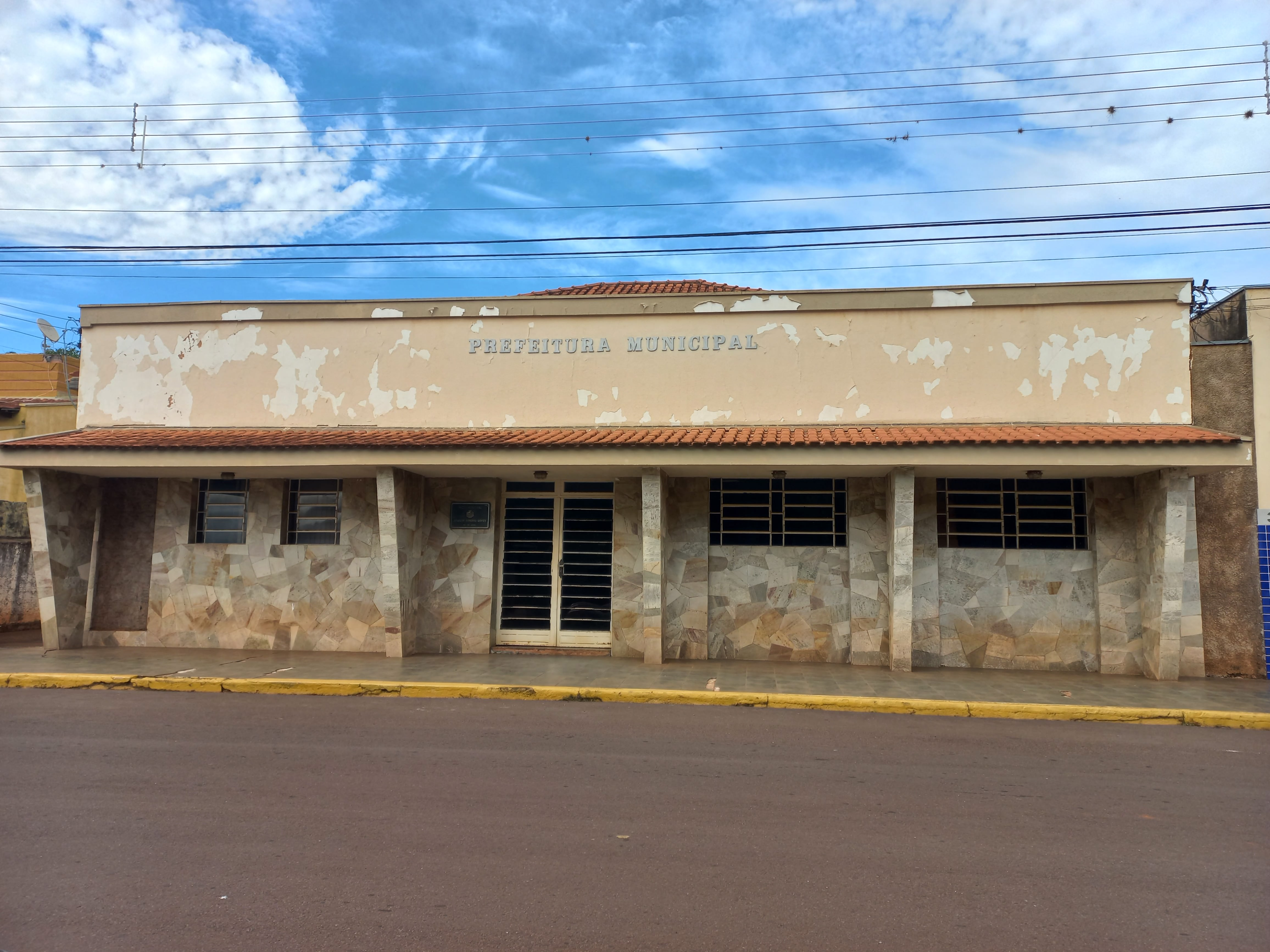
Prefeitura Municipal.

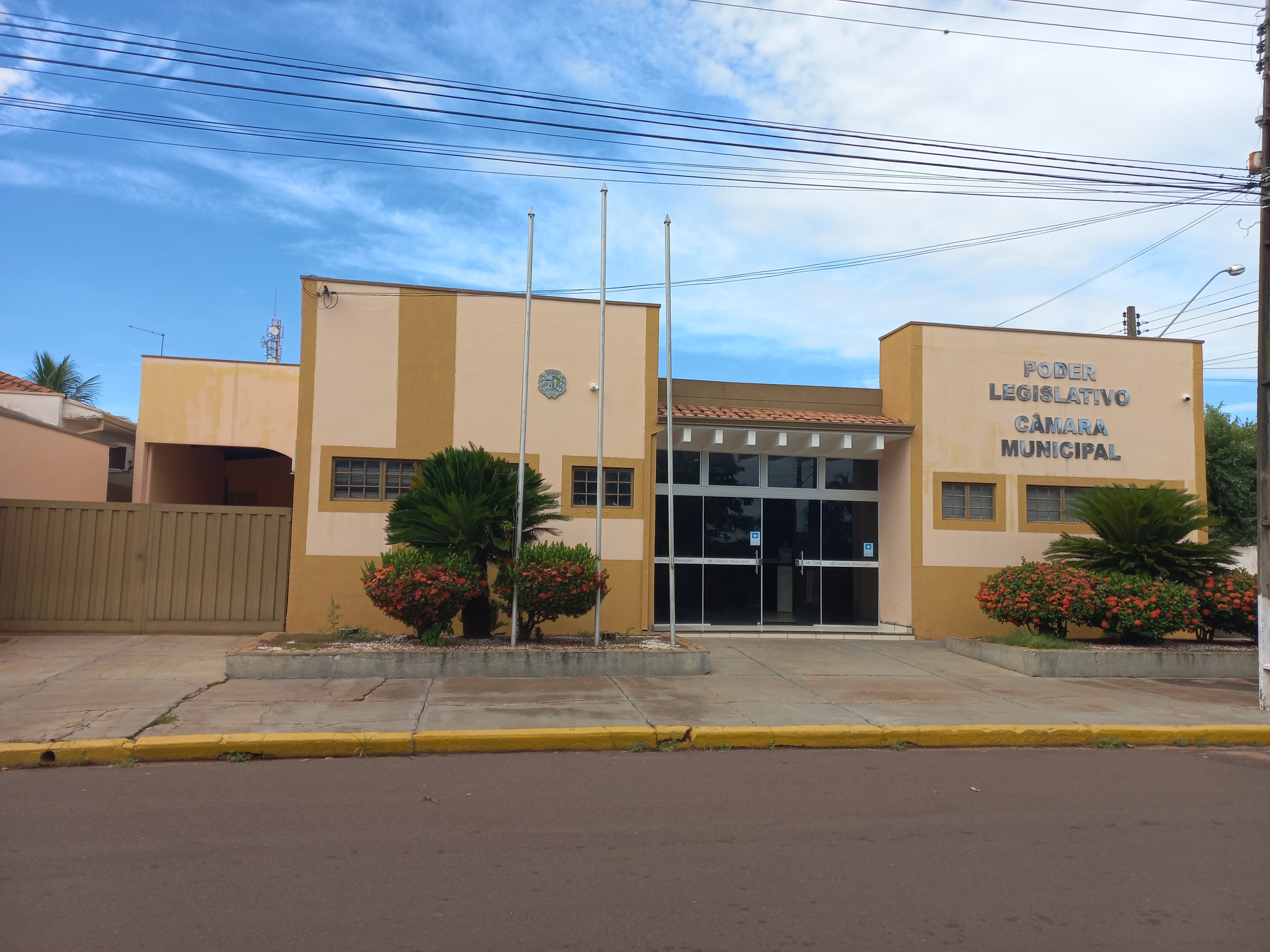
Câmara Municipal.

### População
| Crescimento populacional                             | Crescimento populacional | Crescimento populacional | Crescimento populacional |
| Ano                                                  | População Total          |                          | %±                       |
| ---------------------------------------------------- | ------------------------ | ------------------------ | ------------------------ |
| 1958                                                 | 2 157                    |                          | —                        |
| 1960                                                 | 4 267                    |                          | 97,8%                    |
| 1970                                                 | 5 271                    |                          | 23,5%                    |
| 1980                                                 | 2 971                    |                          | −43,6%                   |
| 1991                                                 | 3 341                    |                          | 12,5%                    |
| 2000                                                 | 4 192                    |                          | 25,5%                    |
| 2010                                                 | 5 039                    |                          | 20,2%                    |
| 2022                                                 | 5 466                    |                          | 8,5%                     |
| Est. 2024                                            | 5 585                    | [ 9 ]                    | 2,2%                     |
| Fontes: Censos Demográficos IBGE e Estimativas SEADE |                          |                          |                          |

### Dados demográficos
Dados do Censo - 2000
População Total: 4.192
- Urbana: 1.769
- Rural: 2.423
- Homens: 2.186
- Mulheres: 2.006

Densidade demográfica (hab./km²): 7,83
Mortalidade infantil até 1 ano (por mil): 28,96
Expectativa de vida (anos): 65,41
Taxa de fecundidade (filhos por mulher): 2,78
Taxa de Alfabetização: 83,34%
Índice de Desenvolvimento Humano (IDH-M): 0,710
- IDH-M Renda: 0,628
- IDH-M Longevidade: 0,673
- IDH-M Educação: 0,829

(Fonte: IPEADATA)

## Infraestrutura

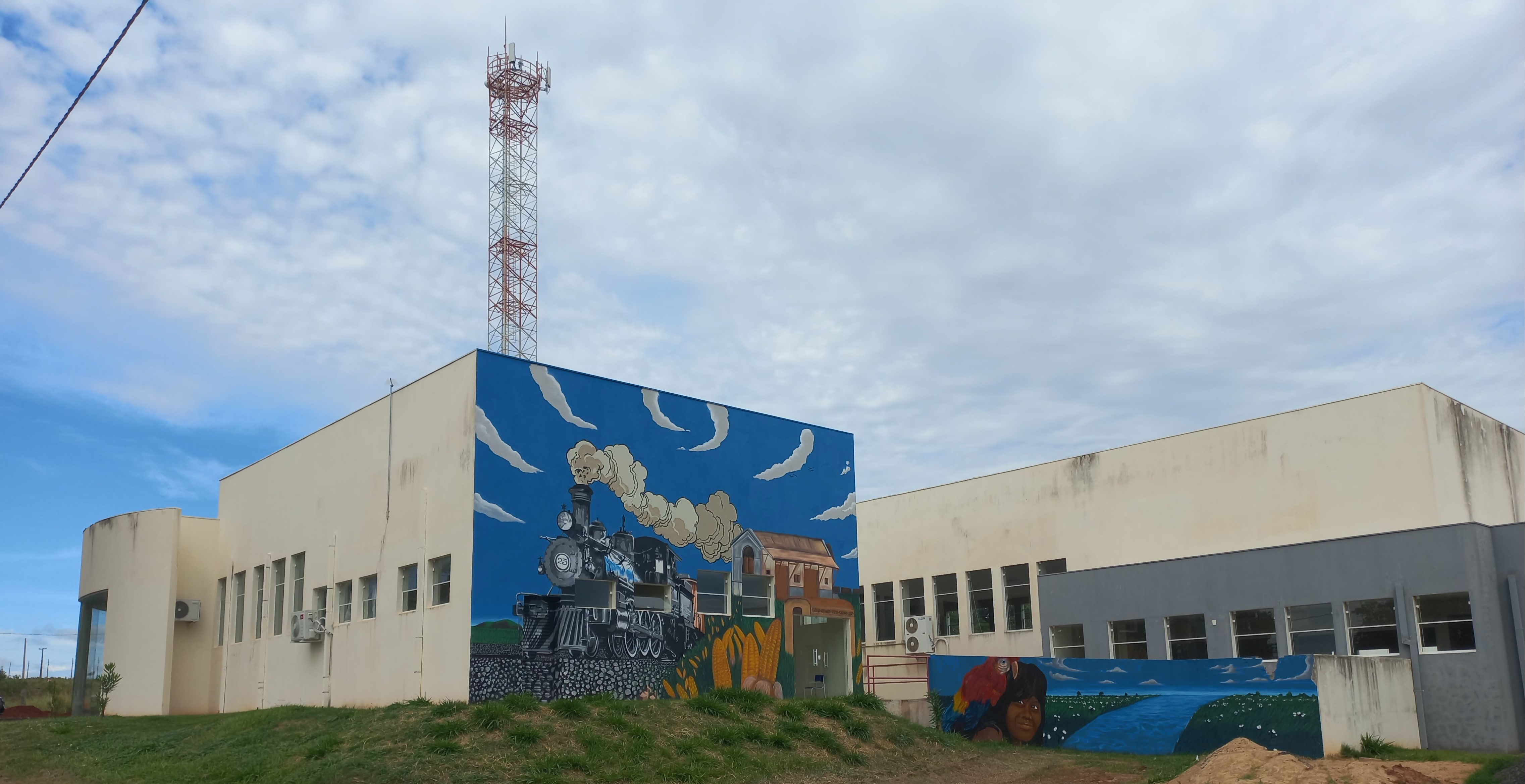
Centro Cultural Rosa Dancs Jacinto.

A cidade está compreendida na Zona Eleitoral de Presidente Venceslau, embora o município, por força da Lei 6.166 de 29 de junho de 1988 faça parte da Comarca de Presidente Epitácio onde, consequentemente, são feitos todos os registros de imóveis, protestos, títulos e documentos, além dos processos judiciais.
Possui Delegacia de Polícia de 5a classe, pertencente a 3a Divisão Policial, região de Presidente Prudente.

### Comunicações
O sistema de telefones automáticos foi inaugurado na cidade em 1985 pela Telecomunicações de São Paulo (TELESP), que também implantou o sistema de discagem direta à distância (DDD) em 1988 com o código de área (0182). Anteriormente a cidade era atendida pela Empresa Telefônica Paulista.
Na década de 90 o código DDD da cidade foi alterado para (018), para padronização do sistema telefônico com a telefonia celular que estava sendo implantada em todo o estado.

## Religião
O Cristianismo se faz presente na cidade da seguinte forma:

### Igreja Católica
- A igreja faz parte da Diocese de Presidente Prudente.[19]

### Igrejas Evangélicas
Entre as igrejas protestantes históricas, pentecostais e neopentecostais, encontram-se na cidade:
- Assembleia de Deus Ministério do Belém.[22][23]
- Congregação Cristã no Brasil.[24]
- Igreja Batista